# The Ultimate Hits
The Ultimate Hits é um álbum de Garth Brooks, lançado em 2007.